# Bolszoje Kalinnikowo
Bolszoje Kalinnikowo (ros. Большое Калинниково) – wieś w Rosji, w rejonie czerepowieckim obwodu wołogodzkiego. W 2010 liczyła 14 mieszkańców.